# ダイジョウブ (Girls²の曲)
『ダイジョウブ』は、日本の音楽ユニットGirls2の1枚目のシングル。2019年6月26日にSony Music Associated Recordsから発売された。

## 概要
【CD＋DVD】(初回生産限定盤、期間生産限定盤)、【CD】(通常盤)の3形態で発売。
テレビ東京系放送の『ガールズ×戦士シリーズ』から派生したユニットの選抜メンバーによって結成された「Girls2」として1作目の作品。2019年4月11日、デビューシングルを6月26日に発売すること、3形態に収録内容等を発表。
同曲は、週間3位（オリコンチャート2019年7月8日付）、週間29位（Billboard Japan Hot 1002019年7月3日付）を獲得。

## 収録内容

### 【CD＋DVD】初回生産限定盤
CD
1. ダイジョウブ
作詞：松井麻維
作曲：わたるスペシャル
2. Ring Ring♪
作詞：岩見直明
作曲：岩見直明
3. スキップ!
作詞：湯原聡史・狩原庸輔・姜藝利
作曲：湯原聡史・狩原庸輔・姜藝利
4. ダイジョウブ -mirage² ver-[5]

DVD
1. ダイジョウブ - ミュージックビデオ -
2. ダイジョウブ - ダンスビデオ -
3. ダイジョウブ – ドラマオープニングノンクレジットver. -
4. Ring Ring♪ - ダンスビデオ -
5. スキップ! - ダンスビデオ -

### 【CD＋DVD】期間生産限定盤
CD
1. ダイジョウブ
2. Ring Ring♪
3. スキップ!
4. ダイジョウブ - mirage² ver.-

DVD
1. magical² SPECAIL LIVE　2019.3.29 at大阪国際交流センター

### 【CD】通常盤
1. ダイジョウブ
2. Ring Ring♪
3. スキップ!
4. ダイジョウブ - mirage² ver.-
5. ダイジョウブ (カラオケ)
6. Ring Ring♪ (カラオケ)
7. スキップ! (カラオケ)